# Callopistria insularis
Callopistria insularis là một loài bướm đêm trong họ Noctuidae.